# Eren Eben
Eren Eben (chinois : E人E本 ; pinyin : E-rén E-běn ; litt. « personne électronique, origine électronique »), dont le nom complet est Pékin, une personne, une origine, société d'information et technologie à capital limité (北京壹人壹本信息科技有限公司, běijīng yīrén yīběn xìnxī kējì gōngsī) est une société d'électronique chinoise, basée à Pékin et spécialisée dans les tablettes numériques, avec stylet de technologie Wacom, sensible aux niveaux de pression.
La première tablette de la marque est la T2, sorti en 2010. En 2011, cette tablette, limitée au marché chinois, s'est vendue à 300 000 exemplaires
La Eren Eben T7 utilise un SoC comprenant deux cœurs ARM Cortex-A15 MPCore et a une autonomie de 10 heures.